# Spaelotis signata
Spaelotis signata là một loài bướm đêm trong họ Noctuidae.